# Џорџ Вујновић
Џорџ Мане Вујновић (енгл. George Mane Vujnovich; Питсбург, 31. мај 1915 — Њујорк, 24. април 2012) је био амерички обавештајни мајор српског порекла, припадник Канцеларије за стратешке услуге током Другог светског рата и један од најважнијих учесника спасавања америчких ваздухопловаца оборених изнад територије Југославије 1944. године, у операцији Халијард.

## Младост и образовање
Рођен је 31. маја 1915. године и Питсбургу (савезна држава Пенсилванија), у породици српских емиграната који су се доселили 1912. године. Уз помоћ српских емигрантских организација, добио је стипендију за студије на Медицинском факултету Универзитету у Београду. Ту је упознао Мирјану Лазић, са којом се венчао уочи Другог светског рата.

## Други светски рат
Београд је напустио на почетку Априлског рата 1941. године и заједно са супругом отишао у Будимпешту, одакле су авионом отишли за Турску, потом у Јерусалим и Каиро. У Каиру се запослио при Пан американ ворлд ервејзу, које га је евакуисало у Гану пред нападима Немачког афричког корпуса под командом генерала Ромела. Његова супруга Мирјана је успела да оде за САД и тамо добије посао у амбасади Краљевине Југославије у Вашингтону.
Из Гане је пребачен у Нигерију, где је унапређен у чин потпоручника и именован за команданта америчке ваздухопловне базе. Брзо је преузет на службу у Канцеларији за стратешке услуге, због знања српског језика и стања у Краљевини Југославији.
Након капитулације Италије 1943. године, Вујновић је враћен за САД ради кратке обуке и потом прекомандован у Бари, одакле су организоване бомбардерске акције за уништавање нафтних поља у Плоешту у Румунији, одакле се снабдевао Вермахт.

### Операција Халијард
Вујновић је током лета 1944. године, радио на припремама операције Халијард, чији је циљ био да се са територије Краљевине Југославије, уз помоћ Југословенске војске у Отаџбини, извуку оборени савезнички пилоти. Он је према инструкцијама генерала Нејтана Твајнинга, команданта 15. корпуса и потоњег начелника штаба Америчког ратног ваздухопловства, осмислио и реализовао ову сложену и ризичну операцију.
Као важан део операције, Вујновић је обучавао америчке ваздухопловце и агенте како се да при слетању понашају као Срби.
За успомену је од генерала Драгољуба Михаиловића добио официрски бодеж.

## Послератна каријера
Након рата, Вујновић је наставио да се бави ваздухопловством, тако што је продавао авионске делове Америчком ратном ваздухопловству до пензионисања 80-их година.
Његова супруга Мирјана је умрла 2003. године.
За заслуге у операцији Халијард, одликован је Бронзаном медаљом 2010. године. Церемонија доделе медаље је уприличена у српској цркви Светог Саве у Њујорку. Тада је изјавио:
Ова мисија не би била успешна без велике храбрости Драже Михаиловића и његових храбрих људи.

## Смрт
Вујновић је преминуо 24. априла 2012. године у Њујорку. Иза њега је остала кћерка Ксенија Вилкинсон.
Према сопственој жељи, сахрањен је у породичној гробници своје супруге у Београду.

## Одликовања
- Бронзана медаља (САД)[4]